# Scholten-concern

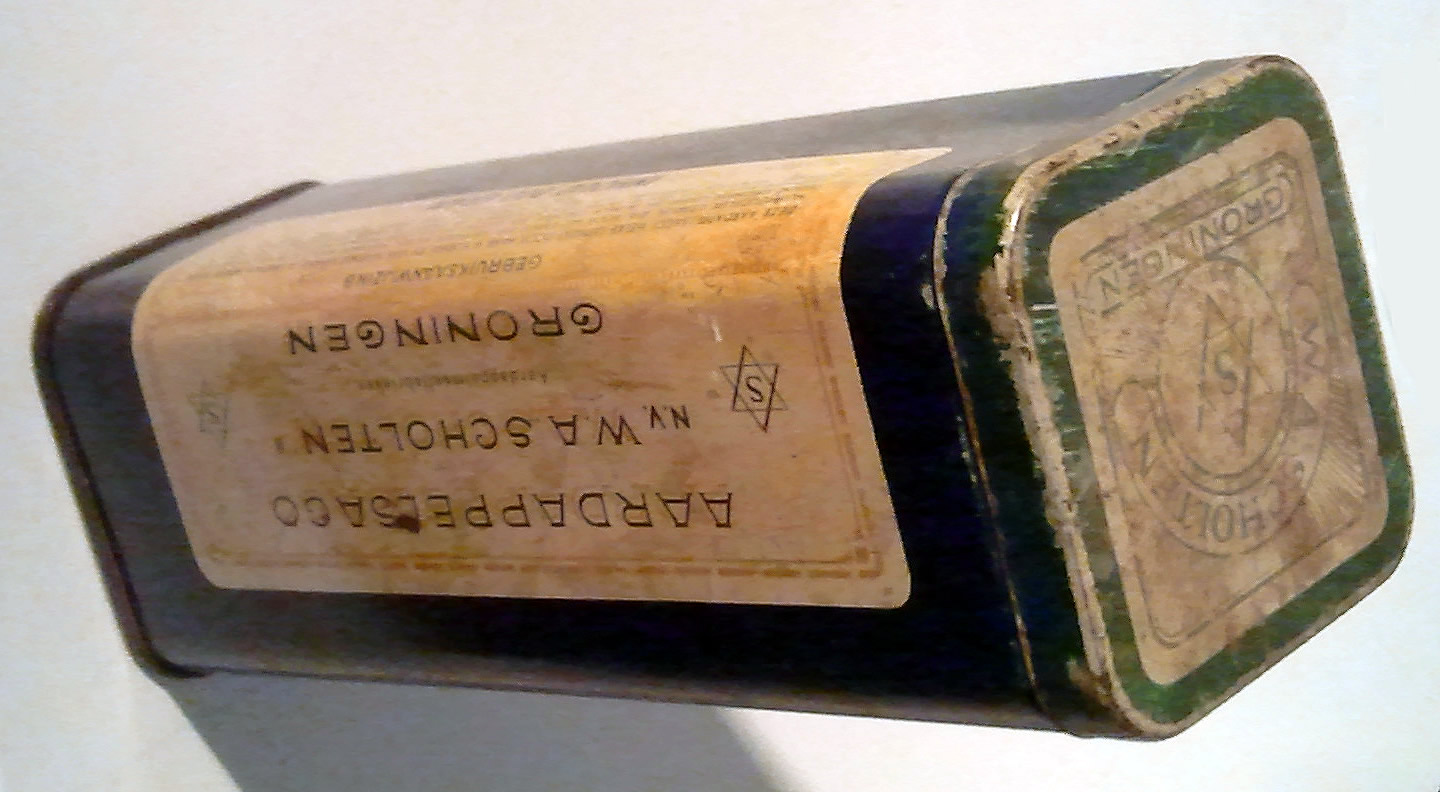
Aardappelsago van de firma W.A. Scholten

Het Scholten-concern, ontstaan uit de firma n.v. W.A. Scholten, was een agro-industrieel concern opgericht door Willem Albert Scholten (1819-1892). Het was oorspronkelijk actief in de veenkoloniën in de provincies Groningen en Drenthe.
Willem Scholten had zich reeds vroeg, vanaf 1837, beziggehouden met de productie van verfwaren en aardappelmeel op kleine schaal in Tonden. Nadat hij kennis had opgedaan bij de aardappelmeel en -siroopfabriek "de Oorsprong" te Oosterbeek, en aldaar vernam dat de transportkosten van de aardappelen zeer hoog waren, besloot hij een fabriek te vestigen daar waar de aardappelen werden verbouwd, dus in de veenkoloniën. Daar was bovendien turf voorhanden om de fabriek van energie te voorzien.

## Oprichting
Beginjaar van dit concern was 1841, toen 22-jarige Scholten een fabriekje te Foxhol begon. Hier werden aardappelmeel, 'aardappelsago', en verfwaren geproduceerd. Het bedrijf verwerkte 3600 kg aardappelen per dag en werd Eureka genoemd.  De productie van aardappelsiroop begon in 1843 en leidde tot meer succes. Deze siroop was accijnsvrij en geschikt als zoetstof voor bakkerijen en likeurstokerijen. Voor die tijd waren er in Nederland slechts twee siroopfabrieken, de Goudsche Siroopfabriek van Schoneveld & Westerbaan te Gouda en Bakker in Oosterbeek. De transportkosten werkten in het voordeel van Scholten. De siroopfabriek in Gouda ging in 1861 over op ingekocht aardappelmeel, Bakker stopte in 1851.
Aanvankelijk werd de aardappelfabriek met een rosmolen aangedreven; door forse investeringen van zijn schoonvader vanaf 1847 werd de fabriek gemechaniseerd en in 1850 een stoommachine geïnstalleerd.

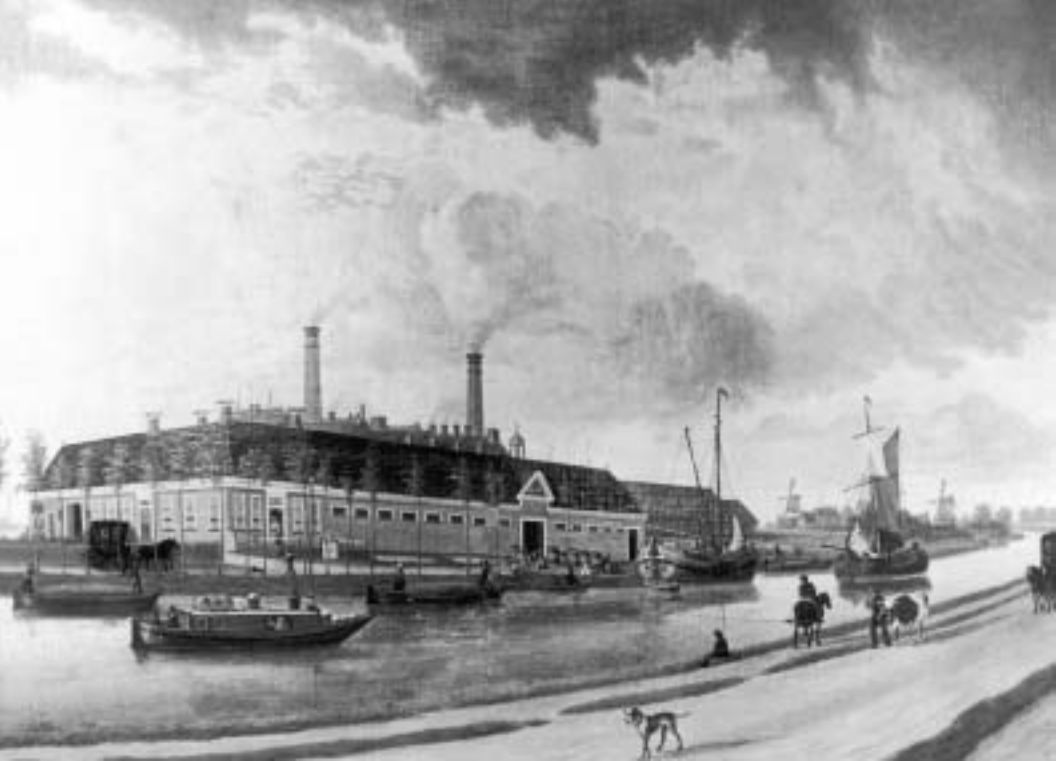
aardappelzetmeelfabriek Foxhol rond 1868

W.A. Scholten litho 1889, 50-jarig bestaan als fabrikant

De tweede Nederlandse fabriek, door Scholten opgericht in Sappemeer (1854), maakte aardappelmout ten behoeve van moutwijn. De aardappelmoutindustrie was sterk aanwezig in de Veenkoloniën, in 1841 waren er 17 fabrieken die ook brandewijn, azijn en spiritus vervaardigden. De beruchte aardappelziektes van 1845 en 1848 gaven deze industrie een reeks slechte oogsten en dus zware tegenslagen. Aldus werden veel van Scholtens concurrenten om de aardappelen uitgeschakeld. In de jaren zestig van de 19e eeuw ging de aardappelmoutindustrie verder teloor vanwege de toenemende concurrentie van goedkopere jonge graanjenever uit Schiedam door een nieuwe destillatietechniek. De Sappemeerse fabriek werd in 1878 verbouwd tot de strokartonfabriek Eendragt.
In 1859 werd een tweede aardappelmeelfabriek te Zuidbroek gestart. Oorspronkelijk zou hier een bietsuikerfabriek worden gebouwd. Deze bleek echter niet rendabel en werd tot een aardappelmeel- en kandijfabriek omgebouwd. Uiteindelijk werd er aardappelmeel, siroop en beenzwart geproduceerd. De fabriek beëindigde de productie in 1965.
In Groningen aan de Turfsingel kwam in 1862 een suikerraffinaderij Selfhelp tot stand, die gebaseerd was op rietsuiker en voornamelijk kandij produceerde. In 1866 werden te Veendam en Stadskanaal twee kleine moutfabrieken gekocht die nat aardappelmeel gingen produceren, dat in andere fabrieken verder kon worden verwerkt. Deze werden stopgezet in 1897 respectievelijk 1931.
Vervolgens werden meerdere fabrieken opgericht, waaronder een tiental in het buitenland. Scholten opende in 1866 in Brandenburg (tot 1990) in het Duitse Keizerrijk zijn eerste buitenlandse vestiging. Later volgden Neu Ruppin (1869-1896), Tangermünde (1870-1875), Landsberg (1875-1944), Podejuch (1889-1912). Minder succesvolle expansies waren er in Oostenrijk-Hongarije, Tarnów (1870-1876), Tarnopol (1870-1875), Olmutz (1876-1888) en in Russisch Polen Petrokow (1872-1888), Nowy Dwór Mazowiecki (1881-1892).
Ondertussen ontstond vanaf de jaren zestig concurrentie van diverse particuliere aardappelmeelfabrieken. De eerste concurrent was de Belgische fabrikant Dutalis (vanaf 1858), die een fabriek te Muntendam oprichtte. Twee particuliere fabrieken werden door Scholten aangekocht: K. & J. Wilkens (1869) te Zuidwending en Dutalis respectievelijk in 1877 en in 1884. De nieuwe particuliere fabrikanten waren vooral geconcentreerd in Veendam.
In de tweede helft van de 19e eeuw werd het aantal producten uitgebreid bij Scholten. In de jaren zeventig van de 19e eeuw werd ook aardappelsuiker, gekristaliseerd aardappelstroop, geproduceerd en vanaf 1872 een dextrinegom. Dextrine was een goedkoper equivalent voor Arabische gom.
Scholten had ondertussen veel veengebieden opgekocht en begon in ook 1889 een turfstrooiselmaatschappij te Klazienaveen,
Na de dood van Willem Albert in 1892 nam zijn zoon Jan Evert Scholten de leiding over. In 1896 richtte hij de Noord-Nederlandsche Beetwortelsuikerfabriek op in Hoogkerk-Vierverlaten en startte een tweede strokartonfabriek samen met Frederik Beukema in Hoogezand maar stopte al in 1899 de samenwerking en begon een turfkartonfabriek in Klazienaveen tot 1900.
Vanaf 1900 was de operationele leiding van de aardappelzetmeelfabrieken en de suikerfabriek in handen van zijn zoon, Willem Albert II (1871-1932). Zijn schoonzoon Hermannus Ellens Oving (1868-1939) bestuurde sindsdien de kartonfabrieken en turfstrooiselmaatschappij. In totaal werden, alleen al in de 19e eeuw, door Scholten 21 fabrieken opgericht, waarvan 11 in Nederland.
In 1905 werden de diverse fabrieken omgezet in N.V.'s:
- N.V. Carton- en Papierfabriek v/h W.A. Scholten
- N.V. Suikerraffinaderij en Stroopfabriek v/h W.A. Scholten
- Staerke und Syrupfabriken W.A. Scholten AG
- De N.V. Turfstrooiselfabriek en Veenderij Klazienaveen v/h W.A. Scholten.

In 1918 werd de suikerbietfabriek verkocht aan de Wester Suikerraffinaderij en 1920 nam  CSM de suikerrietfabriek over.
In 1927 werd de meerderheid van aandelen van de Duitse fabrieken op de Duitse beurs vijandig overgenomen door de Deutsche Maizena Gezellschaft Gmbh een dochter van het Amerikaanse Corn Products Refining Company (CPRC).

## Kartels
De lage aardappel(meel)prijzen en slechte oogsten in de jaren negentig van de negentiende eeuw leidden tot spanning tussen de veenkoloniale boeren en de particuliere fabrikanten. Willem Scholten wilde van prijsafspraken tussen de particuliere zetmeelfabrikanten niets weten. Hij dacht het wel te redden en wenste bovendien een goede verstandhouding met de boeren. Uiteindelijk heeft zijn opvolger, Jan Evert Scholten, in 1897 het initiatief tot een inkoopkartel genomen: Het Eureka-kartel. Dit werd reeds ontbonden in 1903 maar vormde voor de boeren wél de aanzet om tot de oprichting van de eerste coöperatieve aardappelmeelfabriek "De Eersteling" in Borgercompagnie in 1898 en in 1919 in een verkoopcentrale tussen de coöperatieve aardappelzetmeelfabrieken namelijk  AVEBE (aardappelzetmeelverkoopbureau). Deze wonnen het pleit, in 1905 verwerkten zij reeds 40 % van alle aardappelen. De bestaande particuliere bedrijven gingen saneren en zich richten op zetmeelderivaten, waarvan er steeds meer ontdekt werden. De coöperatieve aardappelmeelfabrieken werden daardoor min of meer toeleverancier voor de derivatenfabrieken.

## Concern
Een van de eerste nieuwe producten van Scholten was een zwelstijfsel, een poeder dat door oplossing in koud water een vloeibaar plakmiddel wordt en bruikbaar is als behangplaksel. Het product was tijdens de Eerste Wereldoorlog ontwikkeld door Chemische Fabrik Mahler & Dr. Supf en in 1920 verwierf Scholten door een joint venture met deze fabrikant de productierechten. Dit leidde in 1920 tot de oprichting van W.A. Scholten Chemische Fabrieken, een dochteronderneming van W.A. Scholten Aardappelmeelfabrieken. In 1922 volgt een verkoopsamenwerking met de Duitse firma Ferdinand Sichel A.G., de NV Verkoopcentrale Scholten-Sichel. Later werden op basis van deze technologie ook producten ontwikkeld voor de textiel- en de papierindustrie.
In 1930 fuseerde de W.A. Scholtens aardappelmeelfabrieken met de aardappelmeelfabriek N.V. Meihuizen-Boon te Veendam en werd de zetmeelfirma voor het eerst geleid door niet familieleden. Vanaf 1930 waren dat J. Wildervanck en Bernard Gerard Kernkamp, na 1941 alleen Kernkamp en vanaf 1956 tot 1964 Gerrit Frederik Dalenoord.

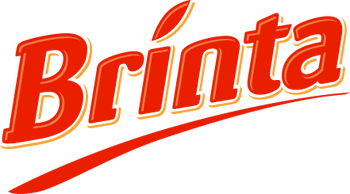
Brinta logo

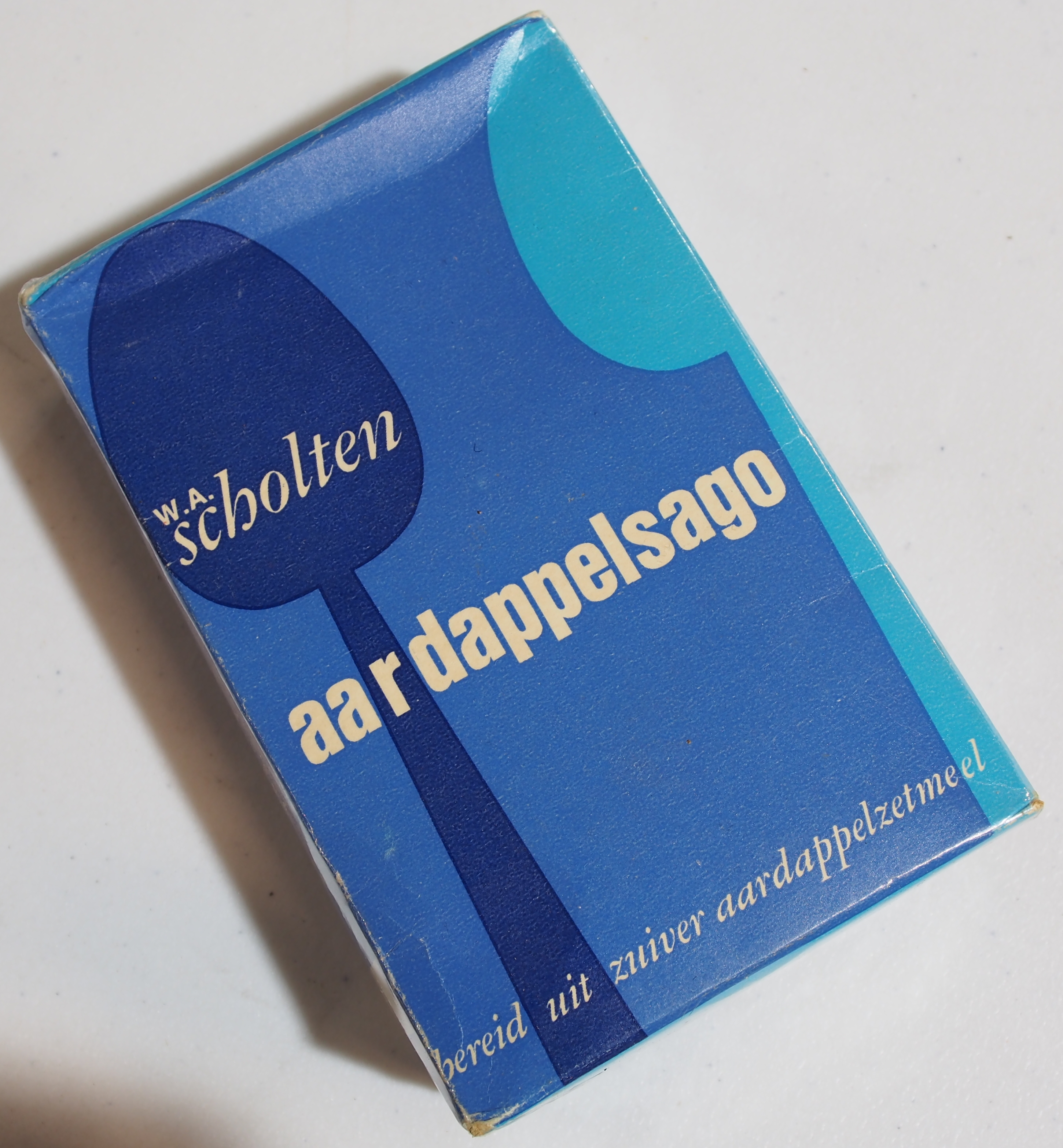
Aardappelsago jaren 60

In 1938 werd Haberland Manufacturing Company in Verenigde Staten overgenomen. En in 1947 werd Brinta geïntroduceerd. Dit instantvoedingsmiddel werd in Foxhol geproduceerd op basis van graankorrels en is dus vervaardigd uit een andere grondstof dan het merendeel van Scholtens producten. Geleidelijk ontwikkelde het bedrijf zich tot een concern.
Vanaf de jaren zestig volgden tal van overnames in diverse landen, onder andere:
- 1960, O. J. Meyer, dextrinefabriek te Veendam, inclusief de Nationale Zetmeelindustrie (NZI), fabrikant van zwelstijfsel en synthetische lijmen, te Zuidwending en zusteronderneming Stadex te Malmö Zweden.
- 1961, K. & J. Wilkens, dextrinefabriek te Veendam[9]
- 1962, P. Doittau, 50% deelneming, aardappelzetmeel en derivaten te Corbeil Frankrijk (had reeds in 1925 licentiecontract met Scholten voor maken van zwelstijfsels)
- 1963, Usines Vermylen, fabrikant van maiszetmeel, maisolie en derivaten te Baasrode België
- 1963, Zuilen (Servo), een raffinaderij van organische oliën te Zuilen
- 1964 Starch Products in Engeland
- 1964 Emsland Stärke, aardappelzetmeel en derivaten te Emlichheim Duitsland, overgenomen van Henkel [10]
- 1965, Resina Chemie, oprichting van een polyurethaanfabriek te Sassenheim

Voor de grondstoffen werd men steeds meer afhankelijk van de coöperatieve aardappelmeelfabrieken van Avebe en in 1964 waren er zelfs besprekingen tussen beide ondernemingen om tot nadere samenwerking te komen. Uiteindelijk fuseerde men in 1965 met Honig tot Koninklijke Scholten-Honig.
In 1974 fuseerde Scholten Carton met Verpak (kartonfabrieken Britannia en de Kroon) onder de naam KAPPA, vanaf 1977 onderdeel van KNP.

## Afbeeldingen

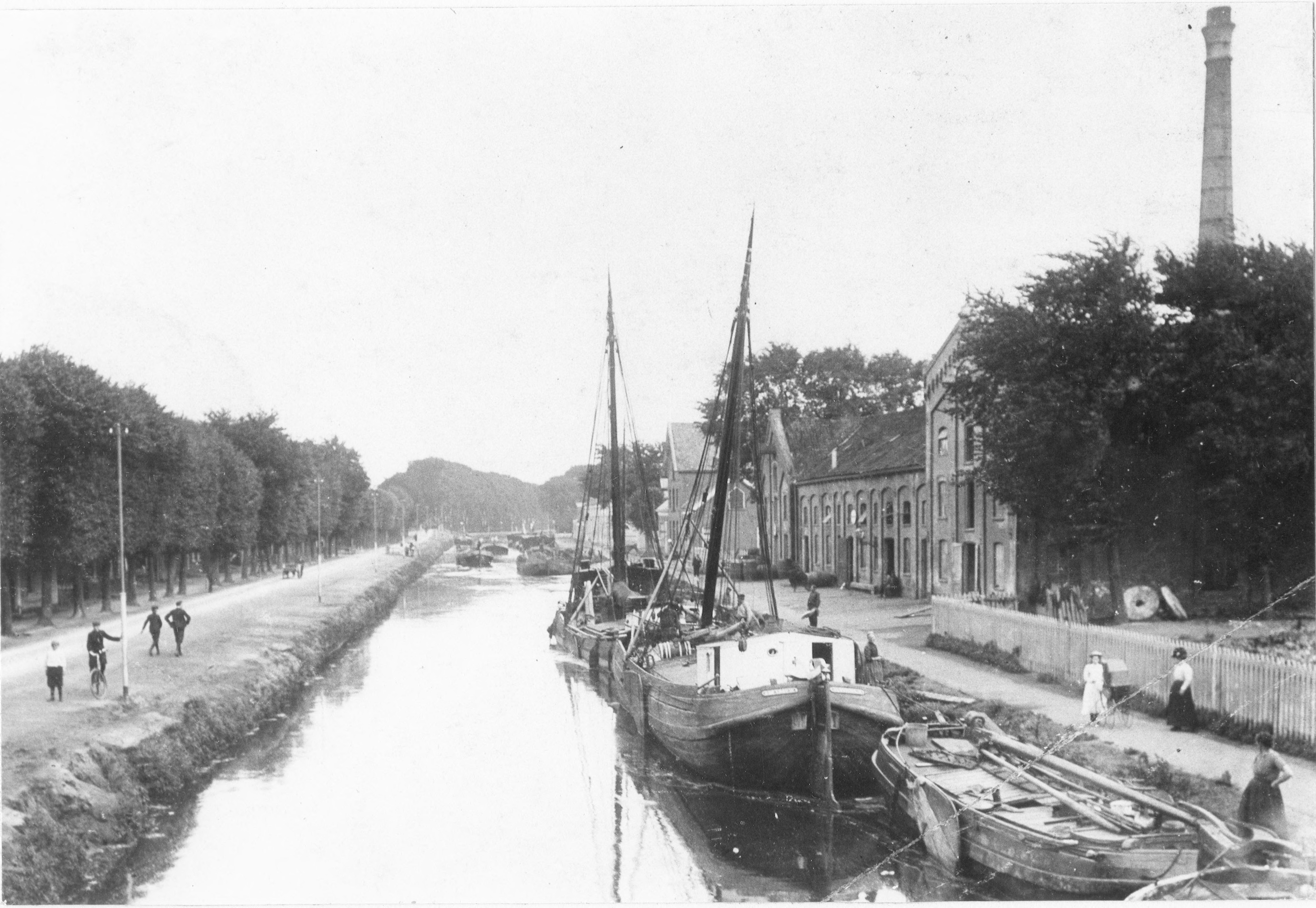
Aardappelmeelfabriek in Sappemeer (1900)
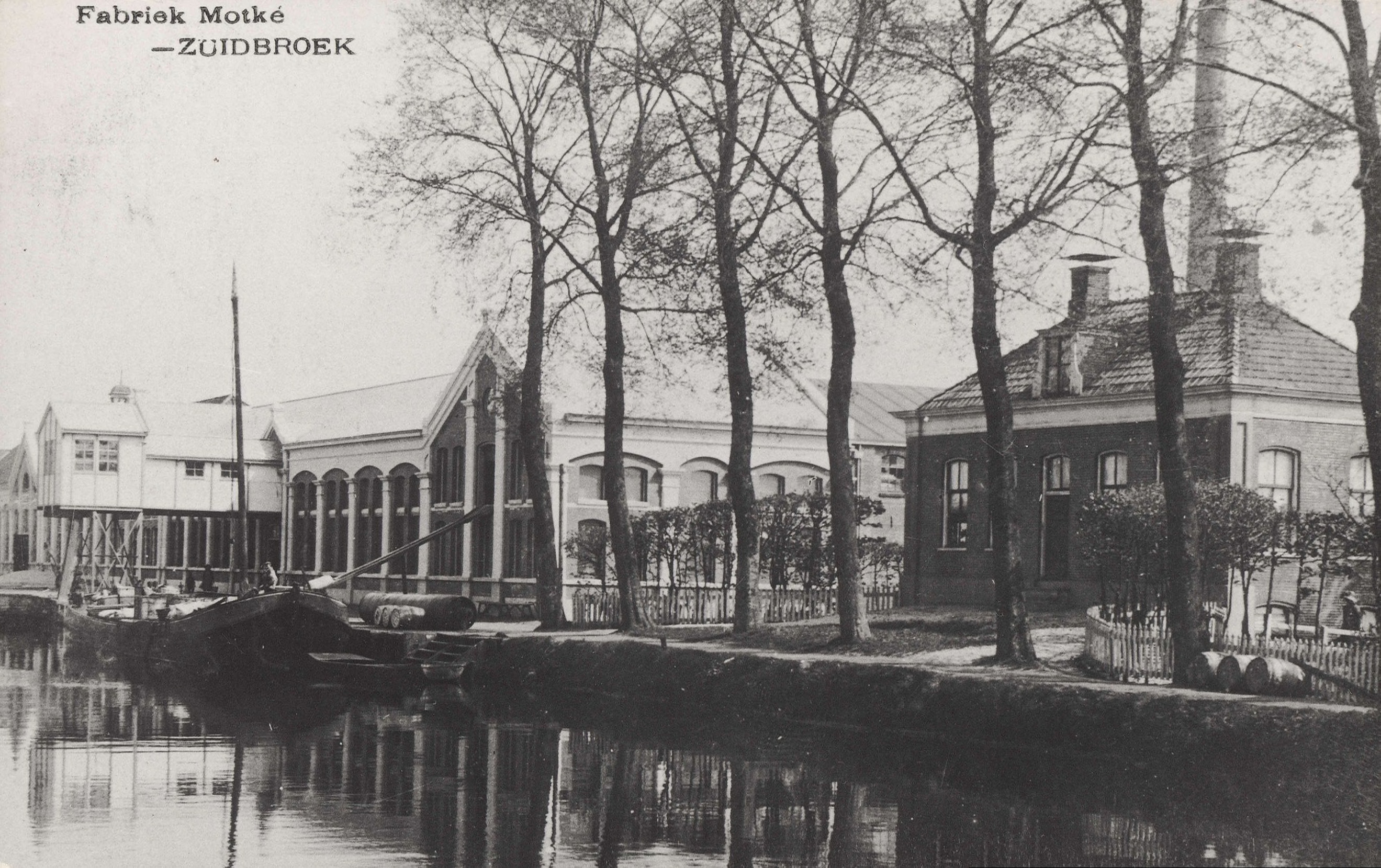
Aardappelmeelfabriek "Motké" in Zuidbroek (1910)
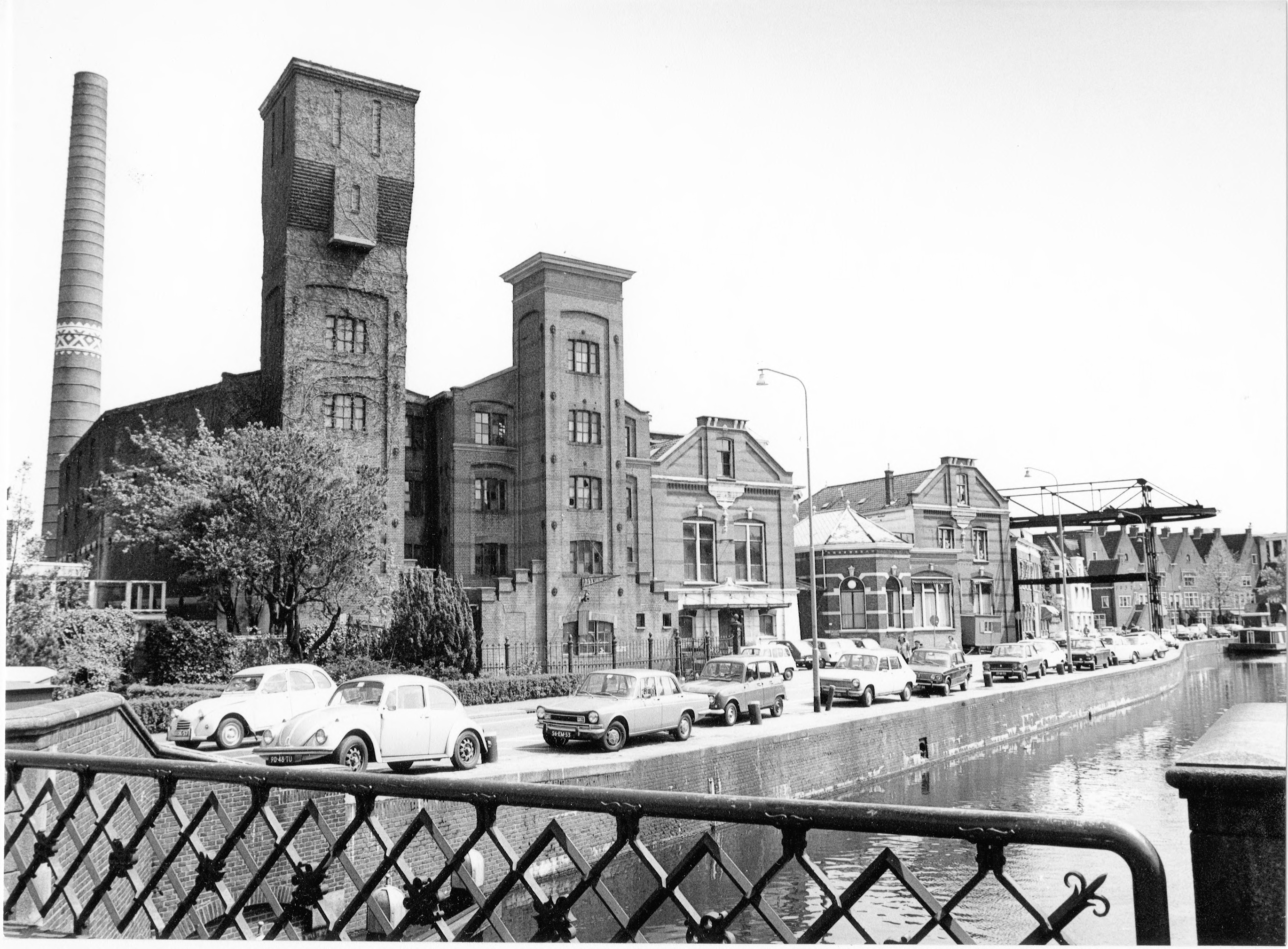
Suikerraffinaderij "Selfhelp" in Groningen (1977)
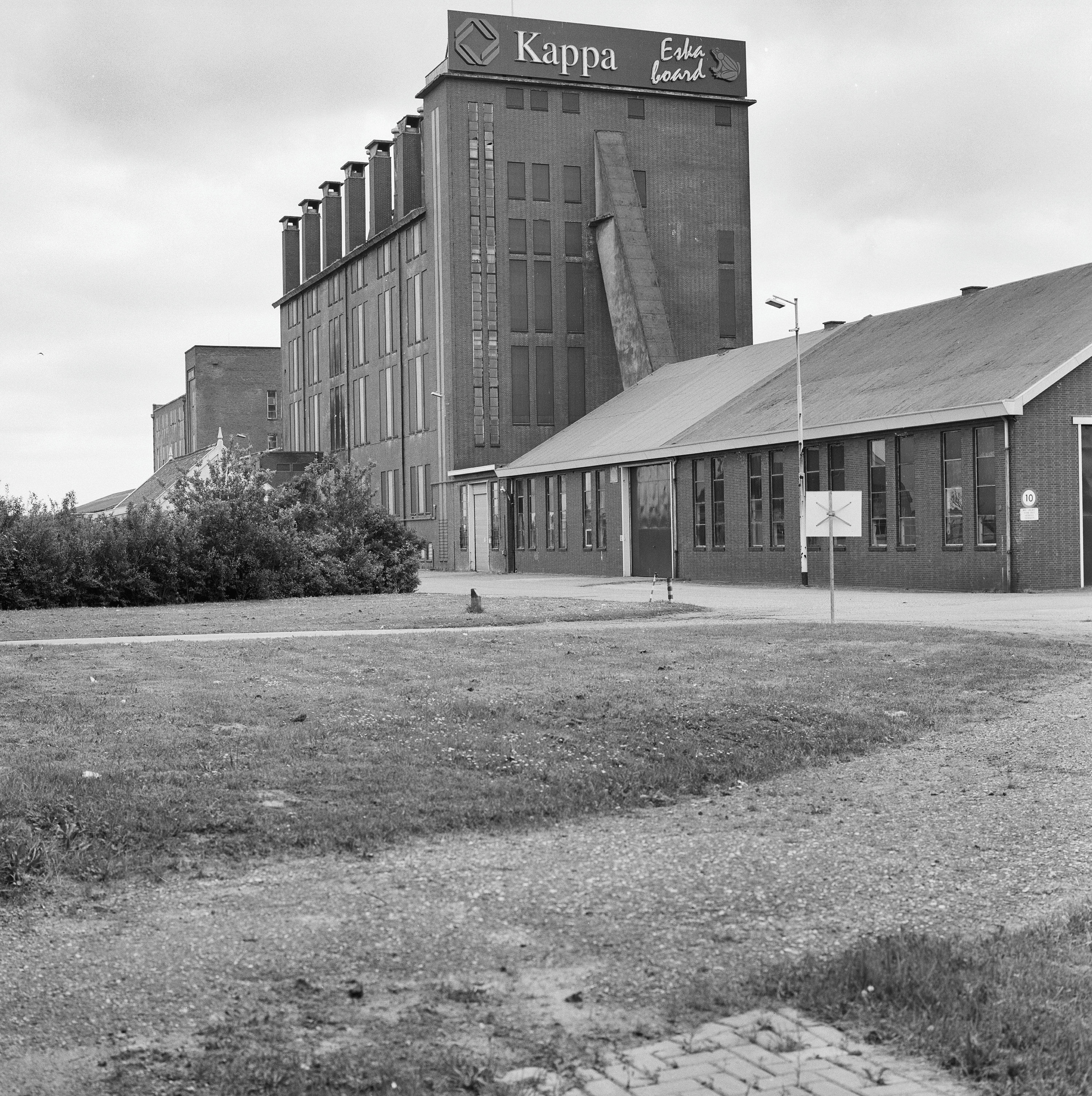
Kartonfabriek in Sappemeer (1998) (huidige Eska)